# Wola Okrzejska
Wola Okrzejska – wieś w Polsce położona w województwie lubelskim, w powiecie łukowskim, w gminie Krzywda.
| SIMC    | Nazwa     | Rodzaj    |
| ------- | --------- | --------- |
| 0677435 | Jakubówka | kolonia   |
| 0677441 | Kobylczyk | kolonia   |
| 0677429 | Majątek   | część wsi |
| 0677458 | Pasmug    | kolonia   |
| 0677464 | Zagórze   | kolonia   |

W latach 1975−1998 miejscowość administracyjnie należała do województwa siedleckiego.
Wieś stanowi sołectwo w gminie Krzywda. Według Narodowego Spisu Powszechnego z roku 2011 wieś liczyła 928 mieszkańców.
Przez miejscowość przepływa Okrzejka, dopływ Wisły.
Rodzinna miejscowość Henryka Sienkiewicza oraz Lewisa Bernsteina-Namierowskiego. 
Wieś w ziemi stężyckiej w województwie sandomierskim w XVI wieku była własnością wdowy po Mikołaju Samborzeckim. Miejscowość należała w latach 1781–1870 do rodziny Cieciszowskich–Sienkiewiczów, a następnie, w roku 1880 została sprzedana w drodze licytacji Bernsteinom.
We wsi znajduje się muzeum Henryka Sienkiewicza powstałe w 1965 r., szkoła podstawowa, kilka placówek handlowych oraz Sala królestwa miejscowego zboru Świadków Jehowy.
Wierni Kościoła rzymskokatolickiego należą do parafii Świętych Apostołów Piotra i Pawła w Okrzei.
Na terenie należącym do miejscowości znajdują się stacja kolejowa Okrzeja i przystanek osobowy Hordzieżka.
W roku 2022 ulicom w miejscowości nadano nazwy – w dużej części nawiązujące do twórczości Henryka Sienkiewicza.

## Galeria

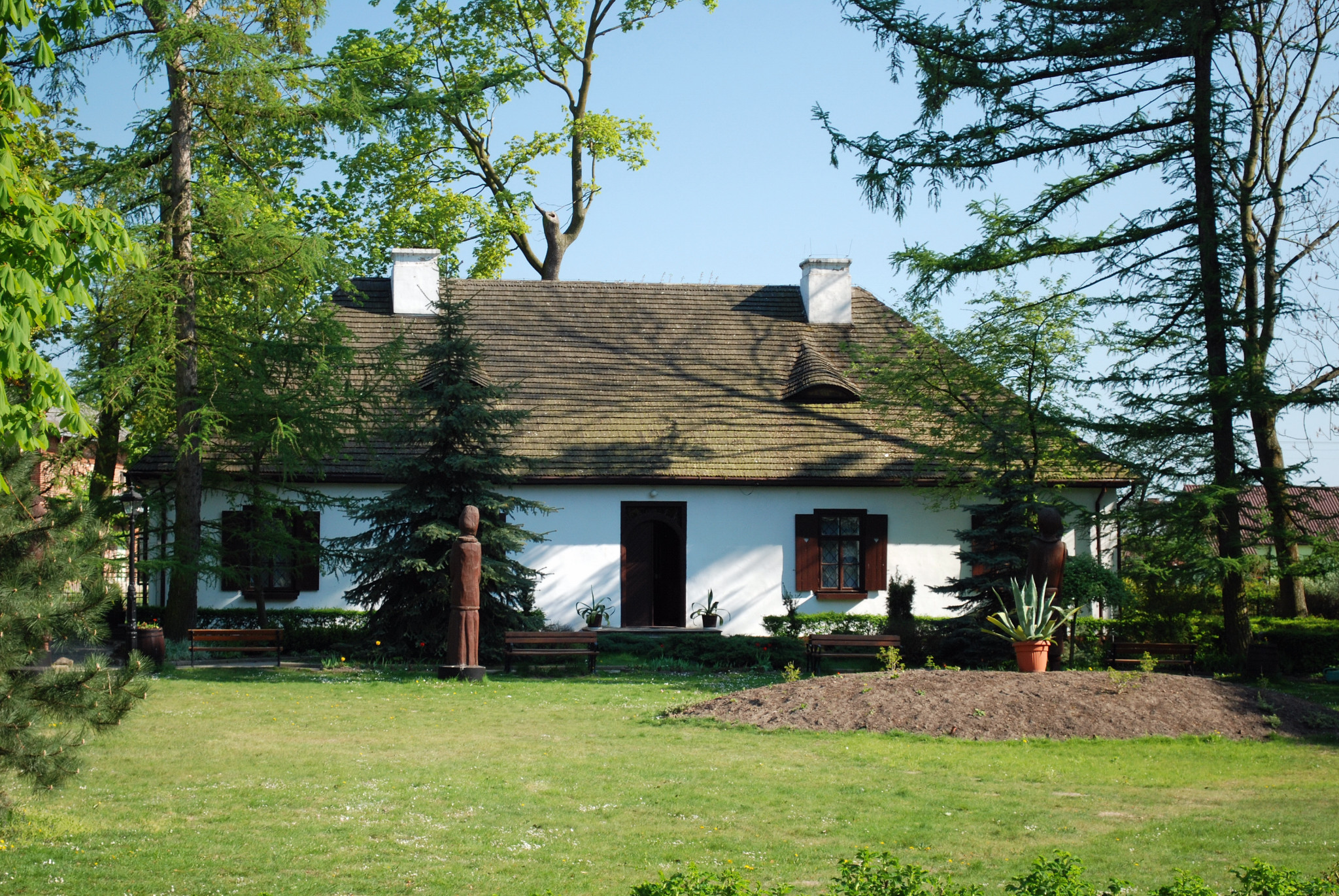
Muzeum Henryka Sienkiewicza
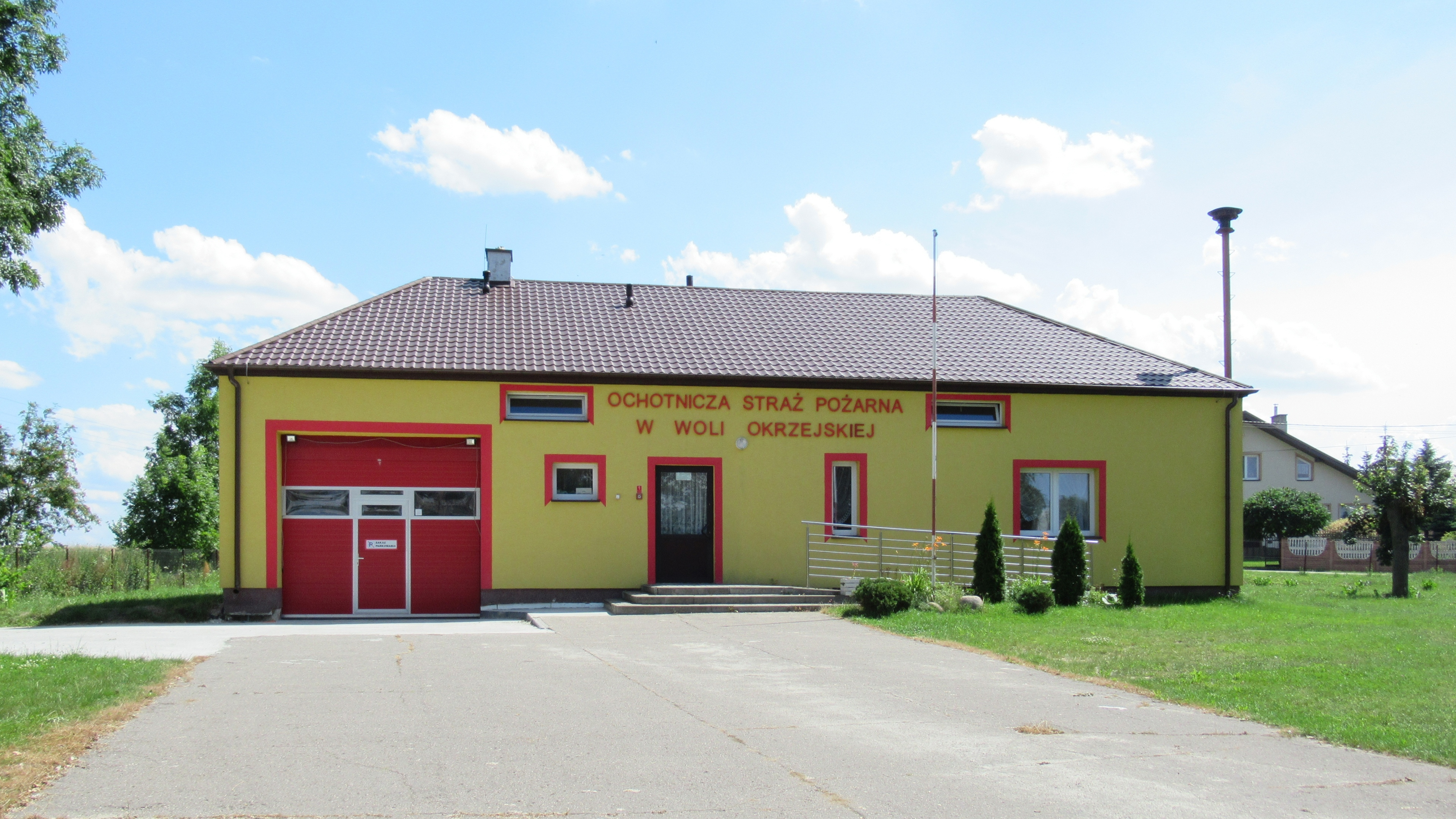
Remiza strażacka